# Treuen
Treuen là một đô thị ở huyện Vogtland, bang Sachsen, Đức. Đô thị Treuen có diện tích 43,72 km², dân số thời điểm ngày 31 tháng 12 năm 2006 là 8892 người. Treuen có cự ly 13 km về phía đông của Plauen, và 7 km về phía tây bắc của Auerbach (Vogtland).